# فيودور شاليابين
فيودور شاليابين (1873 - 1938) من أشهر فناني الاوبرا الروس في العالم في القرن العشرين شارك بعروض الاوبرا مسارح روسيا، وباريس وبرلين ولندن ونيويورك.
كان يتمتع بصوت جهوري قوي من طبقة (باس). وقد ارتبطت حياة شاليابين الفنية بمدينة قازان منذ ان برز فيها وهو في سن 17 عاما باداء ادوار رئيسية في عروض الاوبرامثل " تروبادور" و«قبر اسكولد».
عمل في مسارح تفليس (تبليسي حاليا) ومسرح مارينسكي في بطرسبورغ ومسرح البولشوي في موسكو. برز شاليابين بصورة خاصة في اداء ادوار في أعمال الاوبرا الروسية مثل «الأمير ايغور» لبورودين و«ايفان غروزني»و«سادكو» و«موزارت وساليري» لريمسكي-كورساكوف و«ايفان سوسانين» لجلينكا و«بوريس غودونوف» لموسرغوسكي وغيرها.
بعد قيام الثورة الاشتراكية في روسيا في عام 1917 تولى شاليابين إدارة مسرح مارينسكي في عام 1918 ومنح لقب فنان الشعب في روسيا السوفيتية، لكنه غادر البلاد في عام 1921 وتنقل في العواصم الغربية ثم استقر به المقام في باريس حتى وفاته في عام 1938، وفي عام 1984 نقلت رفاته إلى موسكو حيث دفنت في مقبرة العظماء في دير نوفوديفتشي.

## سيرة

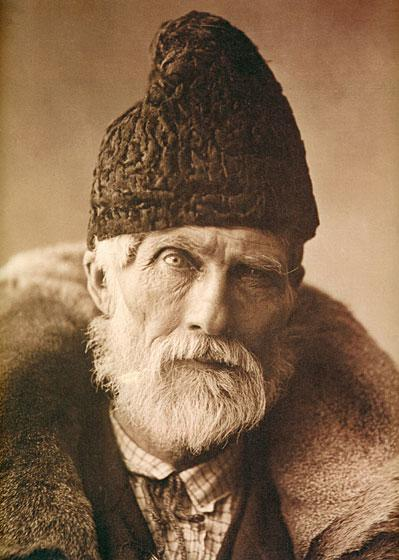
إيفان ياكوفليفيتش شاليابين (1837—1901) ، والد فيودور شاليابين.

## ذاكرة شاليابين

### معرض صور

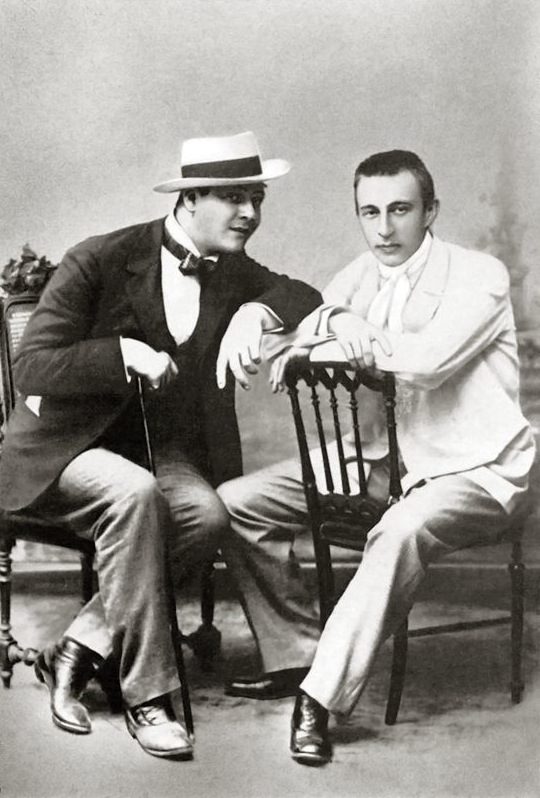
شاليابين وسيرغي رخمانينوف في 1890
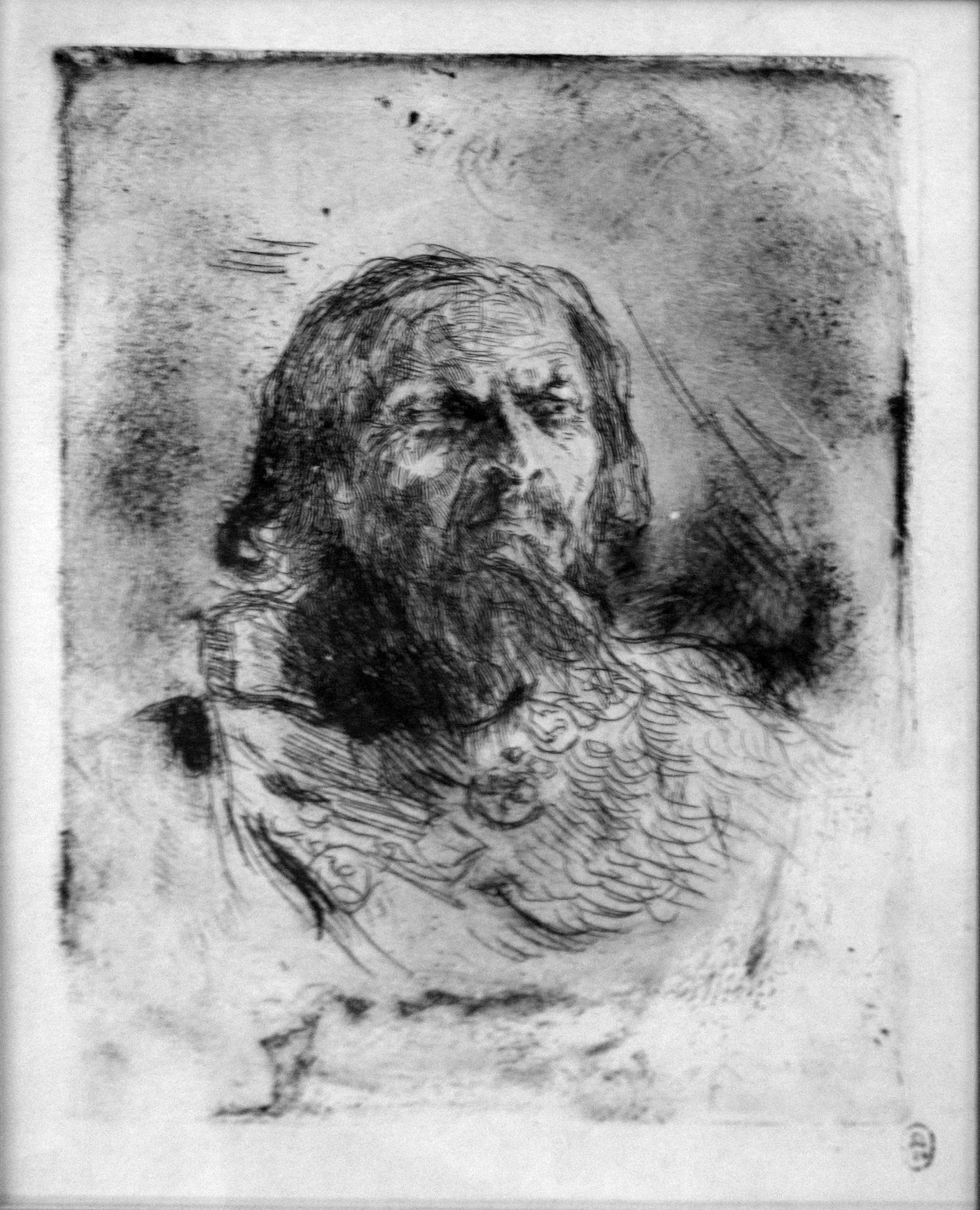
فالنتين ألكسندروفيتش سيروف: فيودور شاليابين مثل إيفان الرهيب ، 1897
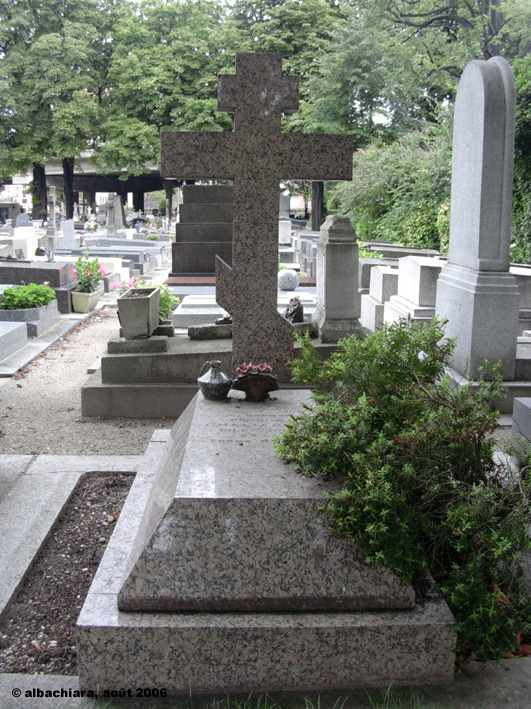
قبر شاليابين في باريس
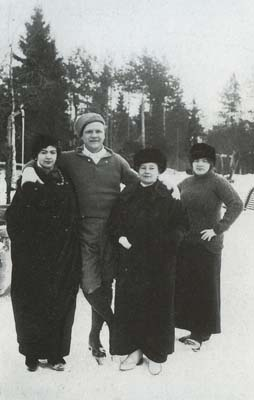
شاليابين في كوكالا في دوقية فنلندا في عام 1914، صورة لكارل بولا

## روابط خارجية
- فيودور شاليابين على موقع IMDb (الإنجليزية)
- فيودور شاليابين على موقع الموسوعة البريطانية (الإنجليزية)
- فيودور شاليابين على موقع ألو سيني (الفرنسية)
- فيودور شاليابين على موقع ميوزك برينز (الإنجليزية)
- فيودور شاليابين على موقع أول موفي (الإنجليزية)
- فيودور شاليابين على موقع قاعدة بيانات الأفلام السويدية (السويدية)
- فيودور شاليابين على موقع إن إن دي بي (الإنجليزية)
- فيودور شاليابين على موقع ديسكوغز (الإنجليزية)
- فيودور شاليابين على موقع قاعدة بيانات الفيلم (الإنجليزية)
- فيودور شاليابين على موقع كينوبويسك (الروسية)

- (بالإنجليزية) Chaliapine sur scène
- (بالإنجليزية) Notice biographique et photographies
- (بالإنجليزية) Chaliapine sur IMDB
- (بالفرنسية) Maison-musée de Chaliapine à Moscou